# 安提柯二世
安提柯二世（戈努斯人）（希臘語：Αντίγονος B΄ Γονατᾶς，前319年—前239年），是安提柯王朝國王，時間在前283年～前239年間。他擊敗入侵希臘的高盧人，於前276年入主馬其頓，獲得馬其頓王位。他被認為是馬其頓安提柯王朝的真正創建者。

## 出生和家庭
安提柯二世出生約在前319年，他的綽號Γονατᾶς意義不是很明確，若指的是色薩利城市戈努斯（Gonnoi）的話，意義就是「戈努斯人」，代表他出生在戈努斯。但也可能這綽號指的是膝蓋的護甲（gonatos）。安提柯出生在顯赫的家族，他的祖父安提柯一世是亞歷山大大帝最強大的繼業者，曾經一度統治亞歷山大帝國的亞洲部分。安提柯二世的父親德米特里一世也是當時聞名一世的人物。母親菲拉也出身馬其頓顯赫的家族，安提柯二世的外公安提帕特在腓力二世時期就受到重用，還曾是馬其頓和亞歷山大帝國的攝政，而安提柯二世的舅舅就是安提帕特王朝建立者卡山德。
祖父和父親一生受到命運的戲弄，在他們在快要一統亞歷山大帝國之刻，祖父安提柯在前301年大決戰伊普蘇斯戰役戰敗，戲劇性戰死，父親德米特里一世儘管逃出，但幾近喪失所有領土，大部分的領土都受到其他繼業者卡山德、托勒密一世、塞琉古一世和利西馬科斯瓜分。

## 父親德米特里帳下
在這個最低潮的時候，安提柯大約18歲，他的命運與父親緊緊靠在一起，德米特里在伊普蘇斯戰役後身邊僅有9,000名士兵，還有一支艦隊。這時的其他敵人對於弱小的德米特里並不急著要剿滅，且他們內部也開始互相堤防對方，這讓德米特里可以喘口氣重整旗鼓，甚至後來塞琉古為了提防托勒密分別與利西馬科斯和卡山德之子的聯姻，塞琉古自己也與德米特里聯姻並結盟，讓德米特里穩固他那小小的地盤。後來德米特里率領艦隊占領雅典，報了當年伊普蘇斯戰敗後悽慘的羞辱。德米特里並以希臘為基地，於前294年入主馬其頓，除去卡山德之子亞歷山大五世，成為馬其頓國王。然而，安提柯仍留在雅典一段時間，並與斯多葛學派創立者哲學家季蒂昂的芝諾有著良好的友誼。
因為安提柯的外公是安提帕特，當時馬其頓人仍懷念安提帕特時期的光景，且他們不喜歡殺了亞歷山大大帝之子的卡山德。透過母親菲拉這層關係，馬其頓人相當樂意看到德米特里一世把馬其頓王位傳給其子安提柯。
前292年，當德米特里一世進軍波奧蒂亞之時，他接到色雷斯國王利西馬科斯被北方的蠻族國王德洛彌開特斯所俘虜，認為這是個機會奪取利西馬科斯的色雷斯和小亞細亞疆土，當時德米特里把軍隊交由安提柯率領，而自己立即北返，安提柯就留在波奧蒂亞。當德米特里一離開，波奧蒂亞人隨即造反，但他們遭到安提柯粉碎，並被包圍在底比斯城內。
北返回馬其頓的德米特里很快就聽到利西馬科斯遭到釋放的消息，知道遠征色雷斯的計畫無法進行，他再度南下加入安提柯的軍隊，一同圍攻底比斯。當時底比斯人頑強抵抗，儘管知道攻取目標的希望不大，德米特里仍經常強迫自己的士兵去奪取，造成士兵無謂的死傷。年輕的安提柯無法忍受慘重的傷亡，他不禁向父王問道：「父親，為何要我們要讓這麼多人毫無意義的白白送命？」德米特里打斷兒子的話，說：「你擔心什麼，難道死者會為了要口糧而找你嗎？」儘管德米特里不重視士兵的性命，但他也不認為自己的性命有多重要。在圍攻科林斯期間，德米特里經常在第一線作戰，甚至有一次被標槍射中頸部，幾乎送命。
前289年，德米特里最後依靠著攻城器具破壞了城牆，奪下這座城市。他此時已經控制了馬其頓和希臘大部分城市，但這些只不過他征服計畫中其中一個里程碑而已，接下來他的目標是重建亞歷山大帝國。他開始展開大規模遠征計畫的準備工作，準備建造一支500艘戰船的艦隊，其中一些船隻的規模龐大是從未見過的。
像是如此龐大的準備工作很難隱藏起來，這消息很快就傳到其他國王如塞琉古、托勒密、利西馬科斯和皮洛士耳中，他們開始擔憂並立刻形成一個同盟。前288年春季，托勒密的艦隊駛向希臘，促使各城邦叛變。同時，利西馬科斯從東方入侵馬其頓本土，而皮洛士呼應了盟軍，他從西方進攻馬其頓。事態如此嚴重，德米特里連忙回去馬其頓穩住局勢，並讓安提柯去掌控希臘狀況。
馬其頓人原本就對德米特里的奢華和傲慢不滿，現在終於把怒氣爆發出來，他們不再願意在如此困境下跟隨德米特里作戰。前287年，皮洛士攻占了馬其頓城市韋里亞，馬其頓士兵紛紛拋棄德米特里，去投奔皮洛士，因為在馬其頓士兵心目中他是個勇氣可嘉的戰士，相比德米特里他們更欽佩皮洛士。德米特里的惡運接踵而來，安提柯的母親菲拉此刻受不了命運的捉弄，服毒自殺。同時於希臘方面雅典也反叛了，德米特里因此前去包圍這座城市，但他最後缺乏耐性繼續圍攻，已經失去馬其頓的他決定進行更冒險的行動，即是率領大軍入侵小亞細亞。德米特里命其子安提柯繼續負責希臘的戰事，他則統領所有艦隊，上頭承載11,000名和所有的騎兵，駛向並攻擊利西馬科斯的小亞細亞領地呂底亞和卡里亞。
在與安提柯分離後，德米特里在小亞細亞有些成功進展，但似乎德米特里背運還沒完，敵對的國王們更擔憂、厭惡他並全力追繳，德米特里的軍隊士氣逐漸下降，逃兵日益嚴重，迫使德米特里在小亞細亞逃竄。相比父親德米特里從小亞細亞越過托魯斯山脈逃竄之時，安提柯在希臘獲得勝利，除了擊退托勒密的艦隊外，還迫使雅典投降。

## 繼承王位
前285年，陷入絕境的德米特里不得不投降塞琉古，在那個時候他寫信給兒子安提柯和雅典、底比斯自己的指揮官，告訴他們從今以後可以把他當作已死之人，以後有簽屬他璽印的信件通通可以忽視，安提柯於是繼承了他父親遺留在希臘的部隊。此時，皮洛士和利西馬科斯瓜分了馬其頓，但這兩人很快就起了紛爭，結果利西馬科斯把皮洛士驅逐，占領整個馬其頓本土。
在父親德米特里被俘虜後，安提柯展現他對父親的孝心，他寫信給當時敵對的所有國王，尤其是向塞琉古特別請求，希望他們能釋放德米特里，安提柯願意以放棄所有領地甚至自己委身為質等條件來交換父親的自由，但其他國王都沒有回應。前283年，在敘利亞過著軟禁生活的德米特里一世逝世，享年55歲。安提柯得知塞琉古將把父親的骨灰交還給他，他親自率領所有艦隊隆重迎接塞琉古的船隊，並把父親的骨灰移於科林斯並舉辦隆重的喪禮，安葬於父親建造的城市，色薩利的德米特里阿斯。

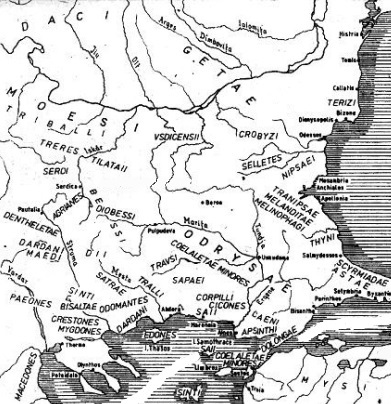
高盧人入侵的路線

繼承安提柯王朝王位後。前282年，東方的塞琉古一世與利西馬科斯開戰，並在隔年在呂底亞的庫魯佩迪安戰役擊殺了利西馬科斯。塞琉古隨即渡過海峽來到歐洲，準備接管色雷斯和馬其頓。然而，托勒密一世之子托勒密·克勞諾斯刺殺了塞琉古，奪取了馬其頓王位。安提柯二世當時準備趁著這個機會奪回他父親的馬其頓王位，並率軍往北進軍，但遭到托勒密·克勞諾斯擊敗。托勒密·克勞諾斯的威風只有一時，前279年春季，北方從高盧遷移的塞爾特人大批大批往馬其頓入侵，托勒密在戰場上戰死，開始了馬其頓兩年無政府狀態。在肆虐馬其頓後，高盧人繼續南侵希臘半島，當時安提柯與其他希臘各勢力連手抵禦蠻族入侵，僅管那時是埃托利亞同盟才是擊敗敵人的主力。前279年，一支主要是埃托利亞為主的希臘聯軍在溫泉關和德爾斐擊敗蠻族，使他們傷亡慘重，蠻族被迫撤退。另外，安提柯與塞琉古公主菲拉結婚了，安提柯因此與塞琉古帝國關係越趨友好。
前277年，安提柯率艦隊航向達達尼爾海峽，並於色雷斯切索尼斯的要地利西馬其亞附近登陸。當一支高盧軍隊出現，安提柯立即準備攻擊敵軍。安提柯故意棄守他的營地，還特意讓他的船隻擱淺於岸邊，並命士兵們埋伏起來。當高盧人掠奪完營地，準備攻擊安提柯的船隻時，安提柯軍隊適時從後方出現突襲，結果高盧軍隊遭到慘敗。在得到勝利的殊榮後，安提柯入主馬其頓恢復當地秩序，成為馬其頓國王。像是個好兆頭似的，差不多同時安提柯二世的兒子德米特里出生了。

## 與皮洛士對抗

### 皮洛士入侵

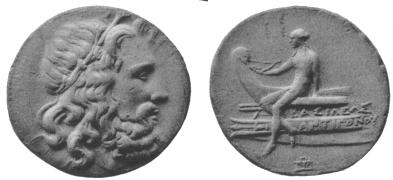
安提柯二世的錢幣。上頭以希臘文寫著：ΒΑΣΙΛΕΩΣ
ΑΝΤΙΓΟΝΟΥ，即「國王安提柯的」

馬其頓西方是伊庇魯斯，那邊的國王皮洛士以勇猛聞名，且是個擁有傑出戰術的統帥，然而他沒有聰明的運用他的才能，他經常看到沒有希望後就轉移他的目標，最後徒勞一場，因此安提柯說在骰子遊戲中皮洛士擁有很好擲骰子技巧，但不知道如何運用自己的才能。皮洛士起初與羅馬共和國開戰，後來又轉移至西西里島與迦太基起衝突，一次敵對西地中海兩大勢力。僅管皮洛士捷報頻傳，但專橫的風格使他失去大希臘和西西里的希臘城邦支持，因此他急需增援以補充他的損失，他以同為希臘同胞為由向安提柯請求援軍和資金，但被安提柯婉拒。前275年，皮洛士在貝內文托戰役戰敗，僅管皮洛士損失不大，但他已經無資金繼續作戰下去，他不得不放棄先前的戰果，黯然離開義大利半島返回伊庇魯斯。
皮洛士從義大利撤退一事對於安提柯二世來說可說是噩運開始，皮洛士從義大利帶回的8,000名步兵和500名騎兵急需軍餉，因此皮洛士需要另一場戰爭來養他的軍隊。隔年，前274年，在新添一支高盧傭兵後，皮洛士入侵馬其頓並透過掠奪來充實他的財庫。這場戰爭對皮洛士而言好的超過預期，很快地占領馬其頓西部數個城鎮，且安提柯這方也有2,000名逃兵加入皮洛士軍。隨後皮洛士的野心越來越大，並期望能找到安提柯的主力並擊碎它。終於，在一個狹道中皮洛士突襲安提柯的軍隊，安提柯軍隊發生混亂吃了敗戰，不得不撤退。然而，安提柯軍中一支負責戰象的高盧傭兵部隊死戰不退，直到他們被皮洛士軍隊團團包圍為止，最後他們帶著戰象一起投降皮洛士。之後，皮洛士繼續追趕安提柯餘下的部隊，但安提柯的士兵因為先前的失利士氣降低，戰鬥意願低下。最後兩軍在決戰前，皮洛士於陣前呼喊著安提柯軍中許多位軍官的名字，勸他們投效自己陣營，結果成群的安提柯部隊倒戈，安提柯自己隱姓埋名才逃脫出去。安提柯如此喪失了許多馬其頓內地城市和色薩利的領土，手頭上僅剩沿海的城鎮。
然而，皮洛士自己卻白白浪費掉大好形勢，當他奪取馬其頓舊都埃格後，他讓高盧傭兵作為當地駐軍，但這批高盧人卻掘了馬其頓歷代先王的陵墓，他們為了奪取裡面的財寶而讓屍骨喪落一地，這大大激怒馬其頓人。同時，缺乏足夠的海軍下皮洛士也無法封鎖安提柯殘留的港口都市，使安提柯能繼續擁有那一點點疆土。皮洛士似乎很看不起安提柯這時的力量，他嘲笑安提柯很不要臉，僅剩這一點疆土安提柯還敢穿著代表高貴的紫袍。

### 轉戰伯羅奔尼撒
在尚未剿滅安提柯的勢力前，皮洛士又開啟新的戰爭。前272年，斯巴達貴族克利奧尼穆斯（Cleonymus）邀請皮洛士進軍拉科尼亞，於是皮洛士湊足了25,000名步兵和2,000名騎兵和24頭戰象開始他新的行動。皮洛士來到伯羅奔尼撒，攻占了阿卡迪亞的迈加洛波利斯。安提柯趁機收復馬其頓部分地區，接下來他盡可能帶著他的軍隊航向希臘去對抗皮洛士。在皮洛士與斯巴達開戰的這個時刻，大部分的斯巴達軍隊在國王阿萊烏斯一世（Areus）率領下此時正在克里特島，皮洛士因此有很大的機會可以輕易占領斯巴達城。然而，該城的公民堅強的抵抗，且安提柯二世的軍官阿米尼亞斯（Aminias）帶著一支雇傭軍從科林斯出發援助斯巴達，在這之後斯巴達國王阿萊烏斯一世也帶著2,000名士兵從克里特返回，使防禦更加穩固。皮洛士發現他的軍中每天都有逃兵，不得不放棄圍攻斯巴達，改開始掠奪這地區的鄉村。

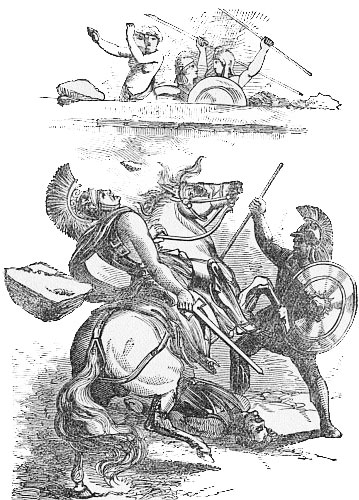
皮洛士之死

伯羅奔尼撒人中最重要的都市除了斯巴達外，另一座就是阿爾戈斯，這裡有兩位主要領袖互相對頭，其中阿瑞斯提普斯（Aristippus）與安提柯同盟，因此另一位領袖阿里斯提亞斯（Aristeas）請求皮洛士前來幫助他奪取阿爾戈斯。安提柯得知皮洛士發兵朝阿爾戈斯前進，他也立刻率軍前往該地，並搶先占據鄰近阿爾戈斯的高地堅守。皮洛士之後知道一切後他先紮營於納夫普利翁，隔天派一支分隊至安提柯處叫營，還罵他是個懦夫，沒種下山來平地對決。安提柯則回應說自己會找適當時機對決，若皮洛士嫌命太長，皮洛士自己可以找很多方法去死。
阿爾戈斯人擔心他們的領地會成為皮洛士和安提柯兩軍的戰場，於是派出代表團到這兩位國王處，請求他們可以到其他地方對決，且讓阿爾戈斯保持中立。皮洛士和安提柯都答應了這項提議，安提柯派出他的兒子前往阿爾戈斯城，以供阿爾戈斯人信任，然而皮洛士最近才從斯巴達撤軍時失去了長子托勒密，因此他不願意做出相同舉動，且他是應阿里斯提亞斯之邀才來奪取這座城市，於是決定暗自奪取阿爾戈斯城。有了城內阿里斯提亞斯的幫助，在半夜時刻皮洛士的士兵登上了城牆，阿里斯提亞斯也趁機打開城門讓大軍進入，皮洛士的高盧傭兵因此占據了市集廣場。然而，皮洛士的戰象很難通過城的小門入城，這讓阿戈斯人贏得一些時間，他們立即固守要地，並派急使向安提柯求援。

### 阿爾戈斯救援戰
當安提柯聽聞皮洛士背信棄義正在攻擊阿爾戈斯城，他立即往阿爾戈斯城出兵，並派精銳部隊入城援助阿爾戈斯軍。同時，斯巴達國王阿萊烏斯一世也帶著1,000名克里特士兵和輕裝的斯巴達部隊到來，於是聯軍一同朝占據廣場的高盧傭兵進攻，皮洛士得知現在高盧傭兵正受到強大的攻擊，親自率領更多部隊入城。但在城內狹小的巷道進行夜戰只會讓已經有點混亂的軍隊狀況更加嚴重，因此兩軍便對峙重整並等待天明。當太陽升起，皮洛士看到敵方戰力是如此強大，決定最好的方法就是撤退，他了解城門太窄很難讓他的部隊快速撤離，因此皮洛士派傳令兵給他率領主軍於城外待命的兒子赫勒諾斯（Helenus），命他從城外破壞一段城牆來開一條通道以利撤退。但傳令兵並沒有清楚傳達這項命令給赫勒諾斯，導致赫勒諾斯誤解這項命令是要增援，赫勒諾斯就這樣帶著剩下的戰象和精銳部隊破牆準備入城幫助他父親。
結果在狹小的通道上一些部隊要出城，一些部隊要入城，造成皮洛士軍隊陷入混亂之中，更糟的是戰象引發的混亂。一隻最大隻的大象通過城門時倒了下來，擋住其他人的去路。而另一頭名為尼康（Nicon）的大象找不到牠的騎師，被成堆要撤城的人群驚嚇，開始敵我不分亂撞一通，直到牠發現牠的騎師早已死亡才停止，這頭大象把牠騎師的屍體用象牙舉起，更加發怒的橫衝亂撞。在混亂中，皮洛士被一位屋頂上一位老婦人丟下的磚瓦砸到了頭，墜下戰馬，儘管其他歷史學家對於皮洛士的死法有不同的記載。無論如何，古希臘作家普魯塔克描述，在當時一位在後方追擊的安提柯士兵砍下皮洛士的頭，就此戲劇性結束他輝煌的一生。
安提柯二世其中一位兒子阿爾庫俄紐斯得知皮洛士戰死，帶著士兵所砍下的首級，高興的把他丟到安提柯的腳前。安提柯不但沒有欣喜，反而非常生氣，並要打他兒子阿爾庫俄紐斯，罵他這是野蠻人的行為，還把他趕出去。對於皮洛士之死安提柯相當難過，忍不住以袍掩住自己的臉，為皮洛士哭泣。安提柯為皮洛士舉辦隆重的喪禮，火化了皮洛士的遺體。皮洛士逝世以後，他的軍隊很大一部分投降安提柯，大大增強他的實力。後來阿爾庫俄紐斯抓到皮洛士另一個兒子赫勒諾斯（Helenus），當時他穿著破爛的衣服偽裝起來，阿爾庫俄紐斯這次對待赫勒諾斯很親切，並把他帶到安提柯面前，安提柯對於兒子的表現很滿意，說：「我兒阿，這次你比先前所為做的好多了，但是為何還讓他穿這件破衣？對於現在是勝利者的我們來說這可是一件恥辱的事阿」。之後安提柯以賓客之禮對待赫勒諾斯，還把他送回伊庇魯斯。

## 穩固希臘

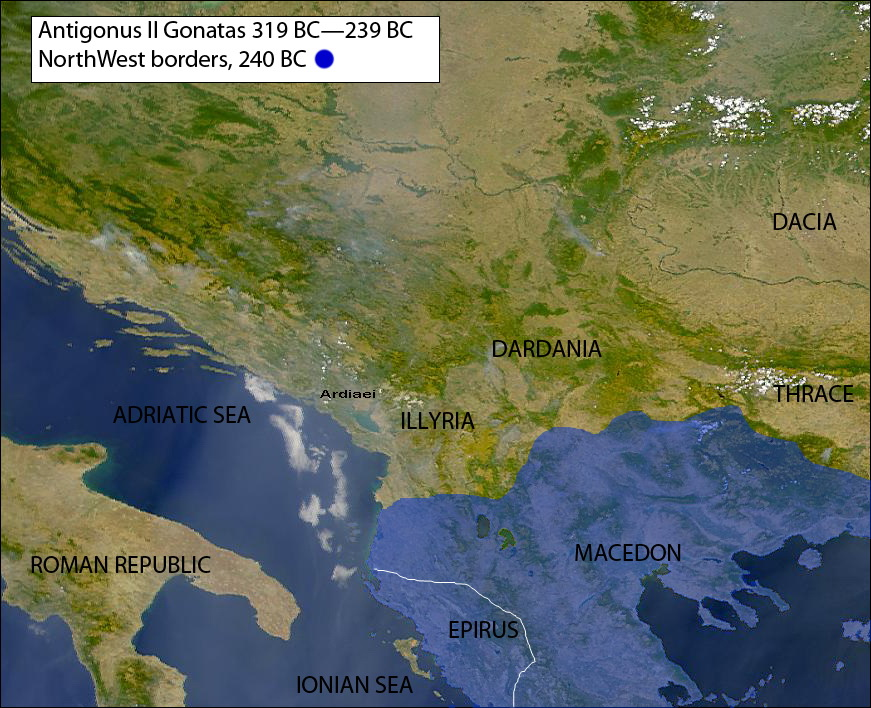
前240年左右馬其頓王國北疆

自從收回被伊庇魯斯所奪取的疆土，安提柯又與斯巴達和阿戈斯締結堅固的同盟，並於希臘戰略要地科林斯駐軍，讓安提柯穩固控制馬其頓和希臘。安提柯二世小心翼翼的態度確保他現有勢力，以避免他父親和祖父的悲慘命運。又因為擔憂希臘人熱愛自由並可能要求獨立，他盡可能讓希臘人給予表面上的自由，並使這些維持在巧妙的平衡點，而不會損害他自己於希臘的統治。同時，他避免直接統治希臘城市，而是扶持僭主來間接控制希臘。結果就如同古希臘歷史學家波利比烏斯所評論：「沒有人能比安提柯更能掌控希臘。」
在接下來有關安提柯所作所為文獻上沒有流傳下來，但透過一些少量的歷史片斷，可知道安提柯似乎與塞琉古帝國安條克一世有著非常友好的關係，畢竟安提柯的姊妹斯特拉托妮可是塞琉古的王后，且安條克一世可是出名的熱愛著她。因此在兩國受到托勒密埃及威脅時，兩國順其結成了同盟。在希臘，過去曾經居希臘主導地位的雅典和斯巴達自然不會服從安提柯的權威，過去輝煌的榮耀促使他們誓命反對安提柯。前267年，主要是埃及阿爾西諾伊二世主導這場戰事爆發，在受到托勒密埃及支援、誘導下，一位雅典反馬其頓派領袖克里莫尼迪茲勸說雅典公民一同與斯巴達聯手向馬其頓開戰，過去這兩個死敵將一同對抗敵人，爆發了克雷莫尼迪恩戰爭。

### 托勒密二世的干涉
馬其頓國王安提柯二世以掠奪雅典鄉村、果園和艦隊封鎖海路來回應，在這次行動中他也摧毀靠近墨伽拉邊界且位於阿提卡入口的波塞頓神殿。埃及托勒密二世為了防止安提柯的勢力越來越茁壯，又為了能讓雅典繼續抵抗下去，托勒密二世派遣艦隊去打開馬其頓艦隊對雅典的封鎖。埃及艦隊指揮官帕特羅克洛斯派遣一支小分隊登上勞里厄姆（Laurium）附近的一座無人島，把它給要塞化成為一個海軍基地，供作戰使用。
塞琉古帝國在第一次敘利亞戰爭中已經與埃及簽了和約，但昔蘭尼的國王馬加斯，他是安條克一世的女婿，馬加斯勸說安條克趁著埃及陷入希臘戰事的這個時刻進攻埃及。為了對應，托勒密二世派遣分隊海盜式地劫掠塞琉古沿岸行省，並且讓軍隊採取防禦戰略，盡量阻礙塞琉古強大的軍隊。儘管成功擋住塞琉古軍的攻勢，但托勒密無法分心為雅典解危。前263年歷經數年的戰事，雅典和斯巴達境內四處慘遭焚毀，分別被迫求和於安提柯，安提柯因此穩固了希臘局勢。
另一方面，先前馬其頓與伊庇魯斯之間的戰爭並沒有因皮洛士之死就結束，皮洛士之子亞歷山大二世繼承王位不久，兩者就斷斷續續存在武裝衝突。托勒密二世在雅典和斯巴達失敗後，他改支持亞歷山大二世對抗馬其頓，使亞歷山大繼續皮洛士的目標，入侵馬其頓。但沒幾年亞歷山大就被安提柯之子德米特里二世從馬其頓境內驅除出去，還失去伊庇魯斯被迫流亡阿卡納尼亞。但亞歷山大流亡在外的時間不久，安提柯後來在亞歷山大盟友阿卡納尼亞人和埃托利亞同盟的壓力下，放棄了伊庇魯斯。似乎亞歷山大二世於前242年左右逝世，留下他的王后奧林匹亞絲成為攝政，奧林匹亞絲急需強大的鄰邦作為她的靠山，因此她透過聯姻把女兒佛提雅嫁給安提柯的兒子德米特里，來與馬其頓安提柯王朝修好。
托勒密二世持續干涉希臘事務，並導致兩國在前261年開戰，但幾年後雙方局勢都沒有顯著變化，直到塞琉古新任國王安條克二世繼位，爆發了第二次敘利亞戰爭。安條克二世與安提柯達成軍事同盟，埃及在兩國聯手攻擊下接連失去小亞細亞和腓尼基的領地，埃及的盟友米利都的僭主提馬克斯也被安條克二世的軍隊包圍於米利都城。前255年，托勒密埃及被迫求和，割了土地給塞琉古帝國，而馬其頓則在科斯島戰役大破托勒密艦隊，安提柯實質掌握島國聯盟，確認了安提柯在希臘的霸權。

### 對抗阿拉圖斯
安提柯成功排除他在希臘的外部威脅後，安提柯在希臘的主要問題就是熱愛自由的希臘人了。前251年，西庫昂的年輕貴族阿拉圖斯驅除僭主尼科萊斯（Nicocles），趕走親安提柯的僭主，阿拉圖斯宣布西庫昂人民自由了，並召回流亡者。但這宣告導致該城邦陷入混亂並派系分裂，阿拉圖斯擔心安提柯會趁著西庫昂分裂之際攻擊，決定讓西庫昂加入亞該亞同盟，當時亞該亞同盟只是數個伯羅奔尼撒亞該亞小城鎮所組成的邦聯。
安提柯對此寧願用攏絡政策而不採軍事行動，他希望阿拉圖斯能站在他這一方，如此就可以再度控制西庫昂了。因此，安提柯送給他25塔蘭同作為贈禮，但阿拉圖斯卻沒有收入自己口袋，他把這筆金錢分給他的市民。阿拉圖斯就利用這筆錢和另一筆托勒密二世所給的金錢，來讓西庫昂不同派系整合起來。前250年，安提柯的姪兒兼駐科林斯的將軍亞歷山大可能受到托勒密埃及的煽動下，自立稱王，使安提柯使安提柯在希臘的艦隊整個癱瘓，且塞琉古帝國安條克二世與托勒密埃及交好而不援助馬其頓，導致島國聯盟再度落入托勒密之手。而同父異母的兄弟昔蘭尼的國王德米特里也被當地親托勒密派所殺，昔蘭尼被併入埃及中，使安提柯對付托勒密的局面前景不佳，在前245年前安提柯都無法有效對付亞歷山大和阿拉圖斯。
幸好塞琉古帝國再度與埃及開戰，亞歷山大也於前246年早逝，亞歷山大的王后妮卡亞願意與安提柯交好，在巧計下安提柯奪下科林斯和她的王國，回到馬其頓控制。但阿拉圖斯的力量和聲勢越來越強大，讓安提柯倍感麻煩，假如阿拉圖斯接受托勒密軍事和經濟的龐大援助，這位年輕人將會威脅他的地位。安提柯決定若不能把阿拉圖斯拉到自己這一營，也要讓托勒密猜忌阿拉圖斯。為了達成這項目地，安提柯於科林斯向神明獻祭時，他展現對阿拉圖斯的厚愛，他特地命人把一部份獻祭的肉送到西庫昂給阿拉圖斯，並且安提柯還在他的賓客前說：「過去我認為這位西庫昂的年輕人熱愛自由和他的市民同胞，但現在我還視他很好的評鑑者，他可以指出國王該有的方針和行動。過去他之所以藐視我們，是因為他的希望在遙遠的一方，敬仰著埃及，尤其是聽到埃及的戰象、艦隊和宮殿。但在近距離看到這些後，他知道這些只不過是虛有其表的假象，僅能拿來裝飾場面而已。現在，他又轉過頭來將就我們，就我而言我很願意接納他，使他能夠發揮他的長處和才華，同時希望各位能視他為一個朋友」。這些話最後傳了出去，讓許多人都知道這一席話，當托勒密得知這件事後就開始對阿拉圖斯半信半疑。
阿拉圖斯知道安提柯是希臘自由的阻礙者，因此難與安提柯結下友誼。前243年，在一個夜裡，阿拉圖斯攻陷了馬其頓駐軍控制的科林斯衛城（Acrocorinth），奪取這個控制科林斯地峽的戰略要塞，當阿拉圖斯的捷報傳到科林斯，科林斯人發動革命推翻親馬其頓的政權，科林斯就這樣加入亞該亞同盟。之後，阿拉圖斯也奪取勒卡埃烏姆的港口，俘虜25艘馬其頓戰船。
這個挫敗讓希臘一些地方反抗馬其頓，墨伽拉也推翻親馬其頓政權並與埃皮達魯斯（Epidaurus）、特羅曾（Troezen）一同加入亞該亞同盟，大大加強亞該亞同盟力量。安提柯決定與埃托利亞同盟結盟來對付阿拉圖斯，身為亞該亞同盟統帥的阿拉圖斯擔心無法抵禦敵人進攻，願與托勒密三世結盟，為了堅定托勒密三世干涉希臘，阿拉圖斯讓托勒密參予亞該亞同盟軍隊的指揮。之後阿拉圖斯趁著托勒密艦隊與馬其頓周旋時，決定入侵雅典的領土，並肆掠薩拉米斯島（Salamis Island）。阿拉圖斯如果俘虜雅典的自由人，他都不會向雅典人索取贖金而直接釋放，鼓勵他們加入反抗馬其頓的事業，然而馬其頓的力量仍站穩雅典和其他希臘地區。

## 逝世和評價
前239年，安提柯二世以80歲高齡逝世，他把馬其頓王國和王位傳給他的兒子德米特里二世。儘管在一小段時期安提柯擊敗入侵的高盧人，但在軍事生涯中他不是一位英勇的戰士或常勝的統帥，他的能力突顯在政治方面。安提柯較偏向計謀、等待、毅力來達成他的目標。相比較引入注目的父親德米特里一世和鄰邦皮洛士，他們的目標遠大卻下場淒慘，安提柯行事則穩健且謹慎。也可以說安提柯他因為誠信和資助文藝而受到臣民喜愛，同時他宮廷也聚集許多傑出的文人雅士，尤其是有許多哲學家、詩人、歷史學家。

## 腳註
1. ↑  《探索古希臘文明》, p. 89.
2. ↑  《探索古希臘文明》, p. 88.
3. ↑  普魯塔克,《德米特里》.30
4. ↑  普魯塔克,《德米特里》.32
5. ↑  普魯塔克,《德米特里》.34
6. 1 2  《希臘帝國主義》, p. 119.
7. ↑  普魯塔克,《德米特里》.37
8. 1 2  普魯塔克,《德米特里》.39
9. 1 2  普魯塔克,《德米特里》.40
10. ↑  普魯塔克,《德米特里》.43
11. 1 2 3  普魯塔克,《德米特里》.44
12. ↑  普魯塔克,《德米特里》.46
13. ↑  普魯塔克,《德米特里》.47
14. 1 2  普魯塔克,《德米特里》.51
15. ↑  普魯塔克,《德米特里》.53
16. ↑  普魯塔克,《皮洛士》.23
17. 1 2 3 4 5 6  普魯塔克,《皮洛士》.26
18. ↑  普魯塔克,《皮洛士》.29
19. ↑  普魯塔克,《皮洛士》.31
20. 1 2  普魯塔克,《皮洛士》.32
21. 1 2  普魯塔克,《皮洛士》.33
22. ↑  普魯塔克,《皮洛士》.34
23. ↑  《希臘帝國主義》, p. 120.
24. ↑  《希臘帝國主義》, p. 121.
25. 1 2 3  《希臘帝國主義》, p. 122.
26. ↑  普魯塔克,《阿拉圖斯》.9
27. ↑  普魯塔克,《阿拉圖斯》.11
28. ↑  普魯塔克,《阿拉圖斯》.13
29. 1 2  《希臘帝國主義》, p. 123.
30. ↑  普魯塔克,《阿拉圖斯》.17
31. 1 2  普魯塔克,《阿拉圖斯》.15
32. ↑  普魯塔克,《阿拉圖斯》.22
33. 1 2 3  普魯塔克,《阿拉圖斯》.24
34. ↑  普魯塔克,《阿拉圖斯》.34

## 外部連結
- Antigonus II Gonatas （页面存档备份，存于） Mahlon H. Smith

| 統治者頭銜                        | 統治者頭銜                              | 統治者頭銜          |
| --------------------------------- | --------------------------------------- | ------------------- |
| 前任： 德米特里一世               | 安提柯王朝國王 前283年–前239年          | 繼任： 德米特里二世 |
| 前任： 托勒密 亞歷山大·阿里達烏斯 | 馬其頓國王 (第一次在位) 前277年–前274年 | 繼任： 皮洛士征服   |
| 前任： 皮洛士征服                 | 馬其頓國王 (第二次在位) 前272年–前239年 | 繼任： 德米特里二世 |